# COMIC X-EROS
『COMIC X-EROS』（コミック ゼロス）は、ワニマガジン社発行の成人向け漫画雑誌。

## 概要
コミックハウス出身で、コアマガジンで『コミックメガストア』『コミックホットミルク』などの編集長を務めていた島田崇を中心とする6名の編集者が移籍し、2012年11月に創刊した。そのため、作家陣からデザイナーに至るまで『コミックメガストア』『コミックホットミルク』のラインナップを引き継いでいる。
『COMIC快楽天』の増刊扱いだが、コンビニエンスストアを主な販路としていた『COMIC快楽天』などと異なり、創刊当初から成人コミック(R18)マーク付きの書店売り雑誌となっている。
コアマガジンから移籍した編集者は1名を除いて、2015年にワニマガジン社を退社した。この5名がジーオーティーで『COMIC E×E』を創刊したことから、一時は存続危機となったが、『COMIC快楽天BEAST』から移籍した当時の編集長の尽力により、2016年12月には通巻50号を迎えている。
平綴じによる多ページ構成が特徴で、2016年12月発売の通巻50号は1000ページという、成人向け漫画雑誌としては異例のページ数で発刊された。
2019年7月発売の通巻79号より隔月刊化。同時期、コンビニ各社の成人誌販売棚撤去の動きを受け、同社が刊行する漫画誌はすべて成人コミック(R18)マーク付きの書店売り雑誌となった。
2023年10月発売の105号をもって月刊の電子書籍に移行。毎月7日にKomifloにて先行配信、毎月11日に各電子書店にて配信となった。

## 主な執筆作家
（50音順）
- 愛上陸
- 蒼井ミハル
- あきのそら
- 東鉄神
- いつつせ
- いづれ
- 犬江しんすけ
- 胃之上奇嘉郎
- えかきびと
- F4U
- 神代竜
- 守月史貴
- 軽部ぐり
- 鬼頭サケル
- ぐじら
- ぐりえるも
- 小島紗
- gonza
- サバイバル刃
- 三左わさび
- さんじゅうろう
- 東雲龍
- 新堂エル
- 掃除朋具
- 駄菓子
- タカハシノヲト
- 武田弘光
- 月野定規
- ディビ
- ナックルカーブ
- 七尾ゆきじ
- Hamao
- Hisasi
- fu-ta
- 富士やま
- flanvia
- 縁山
- 変熊
- へんりいだ
- majoccoid
- ミナギリ
- むちゃ
- MGMEE
- 森島コン
- 和六里ハル

## 関連雑誌
COMIC快楽天
ワニマガジン社発行の成人向け漫画雑誌。
COMIC失楽天
快楽天の連載作品のうち、特定の作家を特集する増刊。『COMIC快楽天』に掲載済みの作品の再編集がほとんどで描き下ろしが少ないため、単行本をなかなか出さない作家の単行本代替品扱いとも言われている。全盛期の公称発行部数は20万部。鳴子ハナハルなどの人気作家の特集号は、中古市場で特に高値で取引されることがある。2011年6月発売号より同社の成年向け漫画雑誌『COMIC華漫』と役割を交代し、従来の再録中心ではなく新作のみが掲載されるようになった。2012年11月号より独立創刊。
COMIC快楽天BEAST（ビースト）
同じワニマガジン社から刊行されていた『Chuッスペシャル』の増刊枠を利用しての創刊。現在は独立して月刊化。公称発行部数は12万部。
COMIC華漫
『COMIC快楽天』の兄弟誌的な立ち位置で創刊。2011年6月発売号より『COMIC失楽天』と役割を交代し、再録中心となった。公称部数8万部。
COMIC快楽天XTC（エクスタシー）
『Yha!Hip&lip』の増刊枠を利用し2012年7月発売号より創刊。不定期刊。『Yha!Hip&lip』の休刊に伴い2015年5月発売号（Vol.5）より『COMIC快楽天BEAST』の増刊となり、同時に成年コミックマーク付きとなった。
快楽天・星組
1997年から2000年頃まで刊行されていた増刊。中綴じである快楽天と違って星組は平綴じ。表紙はOKAMAが担当。現在は休刊。